# Шобашкаркаси
Шобашкарка́си (рос. Шобашкаркасы, чув. Шупашкаркасси) — присілок у складі Чебоксарського району Чувашії, Росія. Входить до складу Вурман-Сюктерського сільського поселення.
Населення — 207 осіб (2010; 255 у 2002).
Національний склад:
- чуваші — 97 %